# 基茨曼區

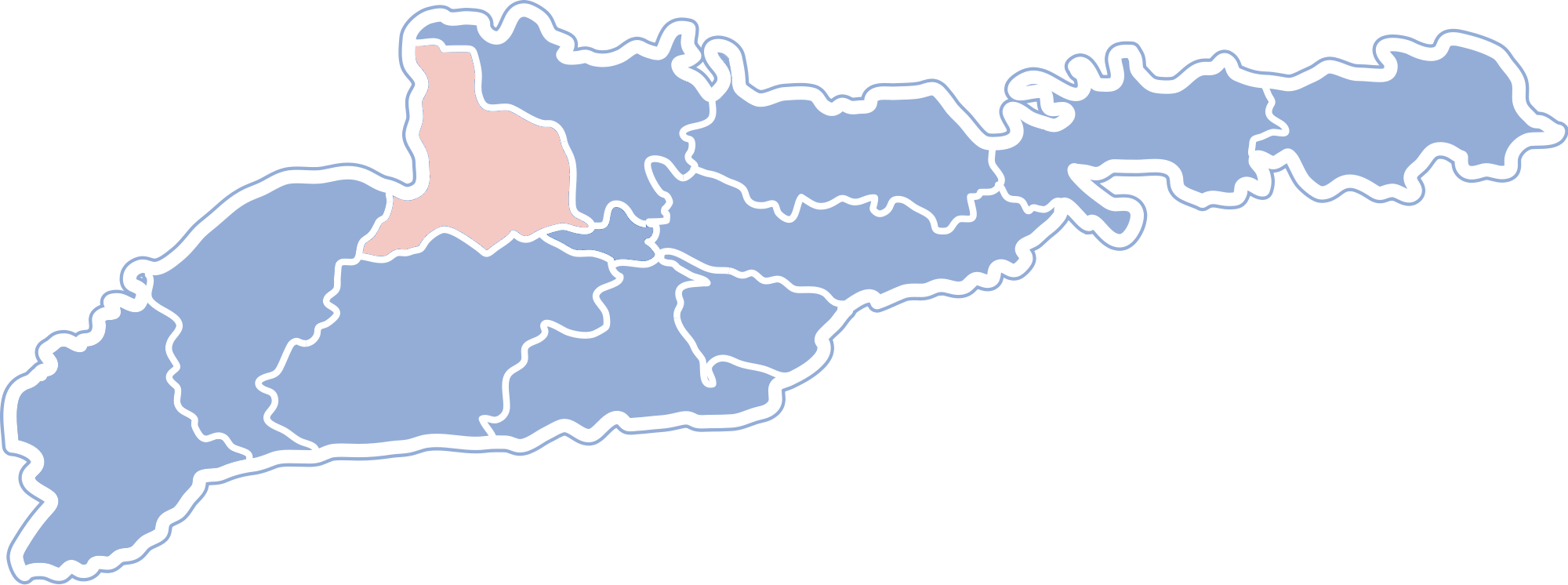

基茨曼區（烏克蘭語：Кіцманський район）是位於烏克蘭西南部切爾諾夫策州的舊區，首府設於基茨曼，並於2020年被撤銷。該區面積607平方公里，2004年人口72,884，人口密度每平方公里120.07人。
48°26′N 25°43′E / 48.433°N 25.717°E